# Łętówka (dopływ Broku Małego)
Łętówka (Łętawka) – struga, prawy dopływ Broku Małego o długości 17,71 km. 
Wypływa w okolicach wsi Krajewo-Łętowo, województwie podlaskim. Płynąc w kierunku południowym, najpierw przecina drogę krajową nr 8, następnie mija miejscowości Kalinowo i Srebrna, a po minięciu wsi Łętownica wpada do Broku Małego.